# My Immortal (фанфік)
«My Immortal» — фан-фікшн за мотивами «Гаррі Поттера», що публікувався на сайті FanFiction.net упродовж 2006—2007 років. Попри заплутаність історії та постійні відступи, твір здебільшого зосереджений на неканонічній персонажці-вампірці, на ім'я «Ебоні Дарк'нес Деменція Рейвен Вей», та її відносинах з персонажами серії «Гаррі Поттер», зокрема її романтичних стосунках з Драко Мелфоєм, кульмінацією яких є її подорож у минуле, щоб перемогти головного антагоніста серії, лорда Волдеморта. Назва твору походить від одноіменного синглу Evanescence.
«My Immortal» вважається одним із найгірших творів фан-фікшну, коли-небудь написаних. З моменту публікації твір здобув дурну славу через численні граматичні та орфографічні помилки, сюжетні невідповідності та цілковите нехтування оригінальним першоджерелом про Гаррі Поттера. Попри це фанфік приймається з ностальгією за підлітковим фанатським життям — за його мотивами створено ряд похідних творів, зокрема вебсеріал на YouTube.
Існують припущення, що цей твір є розіграшем, покликаним обдурити та потролити читачів або сатирично висміяти фан-фікшн у цілому, хоча на думку інших, твір і онлайн-особистість авторки є надто складними, щоб їх можна було ефективно сфабрикувати. У вересні 2017 року самопроголошена авторка Роуз Крісто заявила, що «My Immortal» є сатиричним твором, хоча її авторство залишається спірним.

## Сюжет
Головна героїня історії — Ебоні Дарк'нес Деменція Рейвен Вей, сімнадцятирічна вампірка, що вчиться у Гоґвортсі (в Англії, а не в Шотландії, як в оригінальних книгах) на факультеті Слизерин. Гоґвортс поділений на дві кліки: готів (англ. goffs [sic]) і препів (preps). Ебоні та всі позитивні персонажі є частиною готичної кліки, в той час як члени кліки препі зображені негативно.
Значна частина головних героїв «Гаррі Поттера» зазнала настільки значних «готишних» (goffik [sic]) змін, що вони мало чим нагадують свої початкові образи. Гаррі, наприклад, трансфігурував свій шрам з блискавки на пентаграму, перейшов до Слизерину і тепер зветься «Вампір», бо «любить смак людської крові». Герміона Ґрейнджер також змінила своє ім'я на «Б'ладі Мері Сміт» і теж живе як готична вампірка-сатаністка у Слізеріні. Садівник Гоґвортсу Хеґрід зображений як учень-підліток і сатаніст, закоханий в Ебоні, свою напарницю по готик-метал гурту Bloody Gothic Rose 666 (досл. «Кривава Готська Роза 666»). Аналогічно змінюються образи професорів Снейпа («Snap») і Ремуса Люпина («Loopin»), які зображуються як збоченці, що змовилися проти Дамблдора. Схоже, що Ебоні та її однокурсники навчаються у Гоґвортсі в середині 2000-х, а не в 1990-х роках, коли події серії про Гаррі Поттера розгортаються за каноном. Про це можна судити з неодноразових відсилань до сценічної та емо-культури, яка в той час переживала стрімкий зліт популярності. Для прикладу, у творі згадується гурт My Chemical Romance (зокрема прізвище Ебоні походить від прізвища їхнього фронтмена Джерарда Вея), який утворився лише у 2001 році.
Історія починається з того, що Ебоні починає зустрічатися з Драко Мелфоєм, який змальовується сором'язливим, чутливим бісексуалом. Драко запрошує Ебоні на концерт Good Charlotte у Гогсміді. Вона погоджується, частково через своє захоплення Джоелом Медденом, після чого вони летять до Гоґсміду на чорному летючому «Мерседесі» Драко. Після концерту вони не повертаються до замку, а натомість кохаються у Забороненому лісі. Їх знаходить директор Гоґвортсу Албус Дамблдор, що лається і висміює їх, називаючи підлітків «засранцями» («motherfukers» [sic]). У наступній авторській примітці пояснюється, що цей спалах гніву стався через те, що Дамблдор страждав від головного болю.
Пізніше Ебоні застає Гаррі «Вампіра» Поттера, а також повністю оголеного Драко, перед кабінетом Северуса Снейпа. Вона дізнається, що Драко у минулому зустрічався з Вампіром (через татуювання на руці Драко). Ебоні настільки розлючена цією ймовірною зрадою, попри те, що вона сама ідентифікує себе бісексуалкою і відкрито висловлює сексуальний потяг до «чутливих бі-хлопців», що зі сльозами на очах тікає до Забороненого лісу, де її зустрічає лорд Волдеморт. Волдеморт, розмовляючи фальшивою архаїчною англійською, дає їй пістолет і вимагає, щоб вона вбила Вампіра. Темний Лорд погрожує їй, заявляючи, що вб'є Драко, якщо вона не вб'є Вампіра, але вона відмовляється. Коли Драко пізніше дізнається про цю зустріч, він настільки розлючений, що Ебоні приховала це від нього, що вбиває себе, порізавши вени.
У наступній сцені, однак, Вампір має видіння про те, що Драко утримується в полоні у Волдеморта. Після порятунку Драко від Волдеморта, Ебоні та її друзі відвідують концерт My Chemical Romance у Гогсміді. Після кількох пісень концерт раптово обривається й учасники гурту викривають себе як Волдеморт та його «Торговці Смертю» («Death Dealers»). Волдеморт, замаскований під вокаліста Джерарда Вея, оголошує про свій намір вбити Ебоні та Драко за те, що вони не змогли вбити Вампіра, але їх рятує Дамблдор, котрий щойно перевдягнувся в готичний одяг. Наступного дня Дамблдор оздоблює в готському стилі всю Велику залу Гоґвортсу, але Ебоні вважає його позером і дуже недолюблює — цю думку поділяють її друзі.
Тим часом «Люціан Мелфой» («Lucian Malfoy») і «Серйозний Блак» («Serious Blak») були з невідомих причин застрелені «чорним хлопцем» зі зброєю в руках (ймовірно, мається на увазі Блейд, зважаючи на вампірську тематику). Окрім цього, у другорядній гілці сюжету професор Трелоні («Trevolry»)/професор Сіністра («Sinister»), об'єднані в одного персонажа, страждають від залежності до наркотику під назвою Волдемортсерум (ймовірно, за аналогією з сироваткою правди Верітасерум, що фігурує в оригіналі).
У Ебоні починаються загадкові видіння, про які вона розповідає «професорці Сінистер». Зазирнувши в чорну кришталеву кулю, вона дізнається, що має повернутися назад в «чсі» (за допомогою сита спогадів), щоб зупинити Тома Редла від перетворення на Волдеморта, спокусивши його, і також знайти ліки від залежності Сінистер/Треволрі. Опинившись у минулому, вона зустрічає молодого Редла, що називає себе «Сатаною» (також його помилково називають «Томом Бомбадилом», «Томом Андерсоном» і «Стеном»). Сатана грає в одній групі з Джеймсом Поттером (батьком Гаррі), Северусом Снейпом, Сіріусом Блеком і Люціусом Мелфоєм. Він неканонічно відвідує Гоґвортс у той самий час, що й Мародери, причому це відбувається у 1980-х роках, що також не відповідає оригіналу книг/фільмів. Авторка визнає ці анахронізми, але пропонує читачам не звертати на них уваги. У історії з'являється Марті Макфлай-гот, що дарує Ебоні чорну машину часу Делореан, здатну трансформуватися в iPod, що дозволяє їй подорожувати вперед у часі.
Нарешті, Ебоні переносить Сатану вперед у часі, де він трансформується в сучасного Волдеморта. Це веде до конфронтації сил добра і зла у Великій залі, в якій професор Снейп погрожує зґвалтувати Драко, якщо Ебоні не вб'є Вампіра. Історія закінчується несподівано і неоднозначно — між Снейпом і Драко йде перестрілка, Снейп викликає Волдеморта, а Ебоні вистрілює прокляттям «Авада Кедавра», яке помилково називає «абра кедабра» (abra kedabra).

## Стиль і жанр
«My Immortal» поділений на 44 глави з авторськими примітками, позначеними «АП» (AN), що передують і супроводжують художню прозу. Ці примітки написані здебільшого з фонетичним правописом та SMS-мовою (приклад авторської примітки: «dey nu eechodder b4», замість «they knew each other before» — «вони знали один одного раніше»). У ході написання фанфіку ці примітки стають все більш «оборонними, неясними й схильними до згадок про спроби самогубства», все частіше захищають поганий правопис і відхилення від канону.
Абрахам Рісман з Vulture коментує «незграбний ритм, дивні відхилення від теми та отупляюче пурпурну прозу» і зазначає, що твір є «болісним» для звичайного читача фан-фікшну через «усі ненависні тропи», які він використовує в одному тільки вступному уривкові. Аді Робертсон з The Verge зауважила, що якість прози знизилася після дванадцятої глави, коли редакторка твору посварилася з авторкою і тимчасово відсторонилася від роботи над твором. Навіть після того, як редакторка й авторка примирилися, Робертсон висловила відчуття, що проза вже «ніколи не відновилася». Гавія Бейкер-Вайтлоу з The Daily Dot зазначила, що твір «має всі ознаки жахливого фанфіку: сотні граматичних і орфографічних помилок, безглуздий сюжет і головна героїня Мері Сью, яка явно є прикрашеною версією автора», зокрема авторка статті зупинила увагу на численних згадках одягу Hot Topic, який носить Ебоні.
Твір містить численні орфографічні помилки, що супроводжують як власне текст, так і авторські примітки, причому навіть імена головної героїні та канонічних персонажів Гаррі Поттера часто пишуться неправильно, у самих різноманітних формах. Аналіз тексту, проведений 2011 року, показав, що він містить набагато більше орфографічних помилок (близько 5200), ніж граматичних (майже 700). Хоча твір містить багато граматичних помилок, більшість речень добре сформовані технічно та досить складні за структурою. «Цей контраст між граматичним талантом [автора] і лексичною обмеженістю дає читачеві зрозуміти, що автор здатен писати добре, але не хоче цього робити.». До орфографічних помилок також належать «провокаційні» малапропізми, заміна загальновживаних слів невідповідною та маловживаною лексикою. Для прикладу:
|                                | I have to tell you the fucking perdition. |
| — Глава 27, My Immortal (2006) |                                           |

У християнському богослов'ї слово «perdition», яке тут замінює слово «prediction» («пророцтво»), означає вічне прокляття душі. Це вписується в готичну та садистську тематику твору.
Робота суттєво не дотримується канону Гаррі Поттера. У ній представлений «неймовірно відірваний від справжнього Гаррі Поттера всесвіт», де «жоден з персонажів не поводиться хоча б трохи схожим на себе». Окрім цього відзначаються «явно негарріпоттерівські гурти», такі як My Chemical Romance, і відсилання на персонажів з «Володаря перснів», що існують лише в книжках.

### Передісторія та публікація
«My Immortal» був опублікований на сайті FanFiction.net користувачем «XXXbloodyrists666XXX», усю роботу авторка підписувала як «Тара Гілесбі». В нотатках авторки вказано, що редактором і бета-вичитувачем твору була її подруга на прізвисько «Рейвен» (Raven, нік — «bloodytearz666»). Фанфік публікувався з початку 2006 до 2007 року, й склав, в сукупності, 44 глави та майже 22 700 слів. Сорок четверта глава супроводжувалася авторською приміткою, в якій пояснювалося, що автор покидає «dubya [sic]», що скоріш за все означало Дубай або місце на літеру «W», і що цей розділ буде останнім допоки авторка не повернеться. Втім, жодної наступної глави опубліковано не було. Робота була видалена адміністраторами сайту у 2008 році, через кілька місяців після публікації останнього розділу. Повний текст зберігся в інтернет-копіях.
Глави 39 і 40, згідно з примітками автора, були написані хакером; текст в обох розділах був «набагато більш контрольованою прозою, яка читалася як сатира над попередніми 38».

## Авторство
Особистість авторки ніколи не була підтверджена. Спершу авторка опублікувала історію під ім'ям «XXXbloodyrists666XXX» і вказала своє ім'я як «Тара Гілесбі». У вересні 2017 року хтось, назвавшись авторкою, оновив обліковий запис на FictionPress, заявивши, що вона створила активний обліковий запис на Tumblr під своїм справжнім ім'ям. Спроба знайти цей обліковий запис на Tumblr привела до облікового запису письменниці підліткового жанру Роуз Крісто (Rose Christo). Відтоді вона заявила, що є одним із двох співавторів «My Immortal» і надала докази свого авторства видавництву Macmillan, однак фактичні помилки у її майбутніх мемуарах призвели до сумнівів щодо її авторства.

### 2006—2016: Спекуляції про авторство та жанр фанфіку
Справжня особистість автора «My Immortal» стала предметом широких спекуляцій. З моменту публікації останнього розділу різні особи стверджували, що написали твір жартома або як пародію. Через свою «систематично жахливу» якість твір часто вважають сатирою або пародією на фан-фікшн. Водночас існування низки пов'язаних облікових записів за межами FanFiction.net, а також зусилля, витрачені на написання твору такого обсягу, призвели до «консенсусу» серед користувачів Encyclopedia Dramatica — вебсайту, присвяченого каталогізації «інтернет-культури» — про те, що твір було б надто складно підробити, і що Гілесбі писала щиро. Бред Кім, редактор Know Your Meme, назвав роботу автентичною, посилаючись на свій досвід участі в письменницьких майстер-класах на LiveJournal і Xanga, де він стикався з подібними роботами. На його думку, «саме такого роду тексти могли бути написані старшокласниками початку нульових».
У 2008—2009 рр. на YouTube-акаунті «xXblo0dyxkissxX» було завантажено серію відео, в яких двоє підлітків, що називали себе Тара і Рейвен, висміюють готичну субкультуру. Співпадіння з тематикою та стилем «My Immortal» призвело до припущення, що дівчата є тими самими Тарою і Рейвен, що написали фанфік. 2014 року їх розшукали та взяли інтерв'ю для блогу On the Media, але вони заявили, що не є авторами, а одна з них заявила, що не знала про існування «My Immortal» до того, як завантажила відео.

### 2017: Заява Роуз Крісто про співавторство
Роуз Крісто, авторка підліткових романів, почала писати мемуар про те, що вона нібито пережила, будучи дитиною-корінною американкою, розлученою зі своїм братом після усиновлення родиною із Нью-Йорку. Мемуари під назвою «Під тими ж зорями: Пошуки мого брата і реальна історія My Immortal», детально описує період часу, протягом якого вона нібито була співавтором фанфіку «My Immortal». Видавництво Macmillan Publishers нібито найняло адвоката для перевірки тверджень Крісто впродовж наступних трьох днів. Вона стверджувала, що надала докази у вигляді адреси електронної пошти, з якої створила обліковий запис на FanFiction.net, а також флешки з першими одинадцятьма невідредагованими розділами «Безсмертного». У березні 2017 року Крісто заявила на своєму акаунті в Tumblr, що вона є співавтором «My Immortal», однак цей пост не отримав належного розголосу.
У серпні, незалежно опублікований роман під назвою «Посібник для смертних» («Handbook for Mortals») привернув увагу громадськості після того, як було виявлено, що його продажі були штучно завищені, щоб просунути його на вершину списку підліткових бестселерів за версією New York Times, звідки він згодом був видалений. Схожість у стилі написання з «My Immortal» призвела до припущень, що авторка «Посібника» Лані Сарем (Lani Sarem) є авторкою «Безсмертного». Крісто знову оновила акаунт на FictionPress, щоб сказати, що вона не Сарем. Після цього вона повідомила на FictionPress, що її єдиним акаунтом у соціальних мережах є Tumblr, зареєстрований під її справжнім ім'ям. Помічник редактора видавництва Macmillan також заявив, що Сарем не є автором «My Immortal», і що Macmillan буде публікувати мемуар авторки.
Ці повідомлення стали поштовхом до пошуку заявленого акаунту в Tumblr, який був знайдений на початку вересня. 5 вересня Крісто заявила на своєму Tumblr-акаунті, що вона є співавтором «My Immortal» і що вона надала докази своєму видавництву Macmillan Publishers, про що пізніше повідомив BuzzFeed. 7 вересня BuzzFeed оприлюднив її першу офіційну заяву як можливого автора «My Immortal». Вона пояснила своє рішення публічно заявити про себе як про співавтора: «Я б ніколи не розповіла про „My Immortal“, якби не той факт, що він співпав з тим, що сталося зі мною в підлітковому віці».
Пізніше того ж місяця на форумі Kiwi Farms з'явилося повідомлення від брата Крісто (предмета її мемуарів), підтверджене операторами форуму, яке спростувало багато заяв з її мемуарів, зокрема про їхнє індіанське походження, спільну історію дитинства і про те, що вона колись жила у прийомній родині. Згодом публікація мемуару Роуз була скасована її видавництвом після того, як розслідування виявило фактичні помилки в її історії. Крісто стверджувала, що вона зробила ці помилки навмисно, намагаючись захистити конфіденційність своєї сім'ї, однак зробила це без відома Macmillan. Брат Крісто також заявив, що не знає, чи писала Крісто «My Immortal», і що вона отримувала задоволення від висміювання погано написаного фан-фікшну. У жовтні Крісто підтвердила через Tumblr, що її справжнє ім'я — Тереза Роуз Крістодулопулос (Theresa Rose Christodoulopoulos), підтвердила особу свого брата і визнала, що багато з її одкровень були неправдивими, але також не погодилася з деякими твердженнями брата і повторила свою заяву про те, що вона є одним з авторів «My Immortal». Кілька днів по тому вона закрила акаунт на Tumblr. Vox описав заяву Крісто про авторство як одну з найбільш вірогідних, хоча все ще сумнівається в її правдивості.

## Сприйняття та спадок
Перед видаленням з FanFiction.net «My Immortal», за повідомленнями, набрав від 8000 до 10 000 відгуків, більшість з яких були негативними, містили полеміку та особисті образи. Якість роботи іта очевидний готський стиль життя автора також викликали нападки й глузування з боку користувачів Encyclopedia Dramatica, TV Tropes, LiveJournal, Something Awful, YTMND і YouTube.
Роб Брікен з io9 описав фан-фікшн як «химерний шедевр» та «шедевр літературної катастрофи». BuzzFeed назвав «Мій Безсмертний» «дивно зворушливим витвором комедійного генія». Твір часто називають найгіршим фанфіком, коли-небудь написаним, або принаймні «сильним претендентом» на це звання. Твір вважається «культовим» не лише у фендомі Гаррі Поттера, але й у ширшій спільноті фанатської творчості. Вокалістка гурту Evanescence Емі Лі, одна з авторів однойменної пісні «My Immortal», спочатку познайомилася з твором через свою сестру, але уникала читати його, доки її не запросили на інтерв'ю для The Verge. В інтерв'ю вона висловила сумнів щодо автентичності твору, але відмітила, що в якийсь момент «дуже, дуже сильно сміялася, просто з безглуздості». Майкл Дж. Нельсон та Конор Ластовка зачитували фанфік у своєму подкасті «372 сторінки, які ми ніколи не повернемо» («372 Pages We'll Never Get Back»), епізод 78—80, критикуючи його слабкий текст і заплутаний сюжет.
Сумнозвісна слава твору вважається «постійним каменем на шиї ентузіастів фан-фікшну, які борються за легітимність цього жанру». У вересні 2017 року Крісто стверджувала, що «My Immortal» — сатиричний твір, хоча будь-які докази цього пов'язані з її власними претензіями на авторство. «My Immortal» обріс власною фанатською творчістю, включаючи фан-арт і подальші похідні фанфіки. Він був предметом численних драматичних зачитувань на YouTube, що мали на меті висміяти твір, а згодом надихнув на створення п'ятнадцятисерійного сатиричниго вебсеріалу.

### Виноски
1. 1 2 3 4 5 6 7 8 9 10 11 12 13 14 15 16  Riesman, Abraham (12 березня 2015). The Bizarre, Unsolved Mystery of ‘My Immortal,’ the World’s Worst Fanfiction Story. Vulture (англ.). New York Magazine.
2. 1 2 3 4 5 6 7  Robertson, Adi (10 грудня 2013). The worst thing ever written. The Verge (англ.).
3. ↑  Donaldson, Kayleigh (15 вересня 2017). The story of My Immortal, the worst fan-fiction ever written. SYFY (англ.). Архів оригіналу за 8 серпня 2020.
4. 1 2 3 4 5 6 7 8  Baker-Whitelaw, Gavia (29 липня 2013). The worst "Harry Potter" fanfic ever is now a hilarious webseries. The Daily Dot (англ.).
5. 1 2  Chinn, Janis; Deitloff, Jacob; Gratta, Eric (25 вересня 2011). My Immortal - Conclusions. Obdurodon.org (англ.).
6. 1 2 3  Jaffe, Brooke (29 липня 2013). Infamously Bad Harry Potter Fanfic My Immortal Gets Web Series. The Mary Sue (англ.).
7. 1 2  Bricken, Rob (30 липня 2013). The most infamously awful fanfic ever, “My Immortal,” has a web series. Gizmodo (англ.).
8. ↑  My Immortal. Encyclopedia Dramatica (англ.). Процитовано 20 червня 2025.
9. ↑  Mellow (26 грудня 2009). My Immortal / The Worst Fanfiction Ever. Know Your Meme (англ.).
10. ↑  Chiel, Ethan (24 вересня 2014). Goth Teens On The Internet Are Never What They Seem. On the Media (англ.). WNYC.
11. 1 2  Riesman, Abraham (7 вересня 2017). Alleged Author of Legendarily Bad Fanfic ‘My Immortal’ Steps Forward. Vulture (англ.). New York Magazine.
12. 1 2  Romano, Aja (13 вересня 2017). My Immortal: solving the mystery of the internet’s most beloved — and notorious — fanfic. Vox (англ.).
13. ↑  Roy, Jessica (25 серпня 2017). Did a YA book buy its way to the top of the New York Times bestseller list?. Los Angeles Times (англ.). Процитовано 21 червня 2025.
14. ↑  Flood, Alison (25 серпня 2017). New York Times pulls YA novel from bestseller list after reports of fake sales. The Guardian (англ.). ISSN 0261-3077.
15. ↑  Baker-Whitelaw, Gavia (31 серпня 2017). Did the mysterious fanfic author behind 'My Immortal' just resurface?. The Daily Dot (англ.).
16. ↑  Bennett, Alanna (6 вересня 2017). People Think They Have The Answer To The Decade-Long Mystery Of Who Wrote "My Immortal". BuzzFeed News (англ.). Архів оригіналу за 29 лютого 2024. Процитовано 21 червня 2025.
17. 1 2  Bennett, Alanna (7 вересня 2017). The Story Of "My Immortal" Is More Wild And Heartbreaking Than You Imagined. BuzzFeed News (англ.).
18. 1 2  Tremeer, Eleanor (5 жовтня 2017). The Author Of 'My Immortal' Is A Fake And I Don't Know What To Believe Anymore. Movie Pilot (англ.). Архів оригіналу за 5 жовтня 2017.
19. ↑  Lee, Jarry (3 жовтня 2017). The "My Immortal" Book Is No Longer Going To Be Published. BuzzFeed (англ.).
20. ↑  kamakisikaw — Tumblr-акаунт Роуз Крісто (7 жовтня 2017). Hey guys, I’m still around. Tumblr (англ.). Архів оригіналу за 7 жовтня 2017.
21. ↑  Romano, Aja (9 жовтня 2017). The My Immortal memoir has been canceled, and the mystery of the notorious fanfic deepens. Vox (англ.).
22. 1 2  Pyne, E. A. (2011). The Ultimate Guide to the Harry Potter Fandom (англ.). Rowan Tree Books, Limited. с. 141. ISBN 978-0-615-71491-2.
23. ↑  Gregory, Mathilda (19 лютого 2016). 10 Years Later, I Still Love "My Immortal". BuzzFeed (англ.).
24. ↑  Robertson, Adi (20 липня 2020). I talked to Amy Lee of Evanescence about inspiring the world’s worst fanfiction. The Verge (амер.).
25. ↑  Episode 78 – My Immortal – 372 Pages We'll Never Get Back (англ.). 30 червня 2020. Процитовано 20 червня 2025.